# Earias ochreimargo
Earias ochreimargo är en fjärilsart som beskrevs av W. Warren 1913. Earias ochreimargo ingår i släktet Earias och familjen trågspinnare. Inga underarter finns listade i Catalogue of Life.